# Partido Liberal de Suiza
El Partido Liberal de Suiza (en alemán: Liberale Partei der Schweiz, francés: Parti liberal suisse, italiano: Partito Liberale Svizzero, romanche: Partida liberala svizra) fue un partido político liberal suizo. Fue miembro de la Internacional Liberal.

## Historia
Fue fundado oficialmente el 7 de octubre de 1913 bajo el nombre de “Partido Liberal Democrático”. En 1961, el partido cambió su nombre y se rebautizó como “Unión Liberal Democrática”, antes de tomar su nombre definitivo en 1977.
Entre 1917 y 1919 tuvo a Gustave Ador como representante en el Consejo Federal.
Fue más fuerte en los cantones protestantes de Romandía, particularmente en los cantones de Ginebra, Vaud y Neuchâtel.
Después de las elecciones federales de 2003, el Partido Liberal y el Partido Radical Democrático Suizo fundaron un grupo común en la Asamblea Federal. En junio de 2005, ambos partidos reforzaron su cooperación al fundar la coalición Unión Radical y Liberal. Finalmente se fusionaron el 1 de enero de 2009 para formar el Partido Liberal Radical Suizo.

## Resultados electorales
| Año  | Votos        | %    | Consejo Nacional | +/-         | Consejo de los Estados | +/-         |
| ---- | ------------ | ---- | ---------------- | ----------- | ---------------------- | ----------- |
| 1914 | 25.142 (#4)  | 7,4% | 16/189           | 2a          | 2/44                   | 1a          |
| 1917 | 25.188 (#4)  | 4,9% | 12/189           | 4           | 2/44                   | Sin cambios |
| 1919 | 28.497 (#5)  | 3,8% | 9/189            | 3           | 2/44                   | Sin cambios |
| 1922 | 29.041 (#5)  | 4,0% | 10/198           | 1           | 1/44                   | 1           |
| 1925 | 22.217 (#5)  | 3,0% | 7/198            | 3           | 1/44                   | Sin cambios |
| 1928 | 23.782 (#5)  | 3,0% | 6/198            | 1           | 1/44                   | Sin cambios |
| 1931 | 24.573 (#5)  | 2,8% | 6/187            | Sin cambios | 1/44                   | Sin cambios |
| 1935 | 30.476 (#6)  | 3,3% | 6/187            | Sin cambios | 2/44                   | 1           |
| 1939 | 10.241 (#10) | 1,7% | 6/187            | Sin cambios | 2/44                   | Sin cambios |
| 1943 | 28.434 (#7)  | 3,2% | 8/194            | 2           | 2/44                   | Sin cambios |
| 1947 | 30.492 (#7)  | 3,2% | 7/194            | 1           | 2/44                   | Sin cambios |
| 1947 | 30.492 (#7)  | 3,2% | 7/194            | 1           | 2/44                   | Sin cambios |
| 1951 | 24.813 (#7)  | 2,6% | 5/196            | 2           | 3/44                   | 1           |
| 1955 | 21.688 (#7)  | 2,2% | 5/196            | Sin cambios | 3/44                   | Sin cambios |
| 1959 | 22.934 (#7)  | 2,3% | 5/196            | Sin cambios | 3/44                   | Sin cambios |
| 1963 | 21.501 (#6)  | 2,2% | 6/200            | 1           | 3/44                   | Sin cambios |
| 1967 | 23.808 (#7)  | 2,3% | 6/200            | Sin cambios | 3/44                   | Sin cambios |
| 1971 | 43.710 (#9)  | 2,2% | 6/200            | Sin cambios | 2/44                   | 1           |
| 1975 | 47.256 (#8)  | 2,4% | 6/200            | Sin cambios | 1/44                   | 1           |
| 1979 | 51.258 (#6)  | 2,8% | 8/200            | 2           | 3/46                   | 2           |
| 1983 | 55.326 (#7)  | 2,8% | 8/200            | Sin cambios | 3/46                   | Sin cambios |
| 1987 | 52.532 (#7)  | 2,7% | 9/200            | 1           | 3/46                   | Sin cambios |
| 1991 | 62.073 (#8)  | 3,0% | 10/200           | 1           | 3/46                   | Sin cambios |
| 1995 | 51.182 (#8)  | 2,7% | 7/200            | 3           | 2/46                   | 1           |
| 1999 | 43.870 (#6)  | 2,2% | 6/200            | 1           | 0/46                   | 2           |
| 2003 | 45.864 (#7)  | 2,2% | 4/200            | 2           | 0/46                   |             |
| 2007 | 41.682 (#7)  | 1,9% | 4/200            | Sin cambios | 0/46                   |             |

a Respecto al resultado de Liberales Moderados en 1911.